# Clavesana
Clavesana je italská obec v oblasti Piemont, provincii Cuneo. K 31. prosinci 2010 měla 913 obyvatel.
Sousedí s obcemi Farigliano, Belvedere Langhe, Murazzano, Marsaglia, Rocca Cigliè, Cigliè, Bastia Mondovì, Carrù